# Jüdischer Friedhof Hardheim

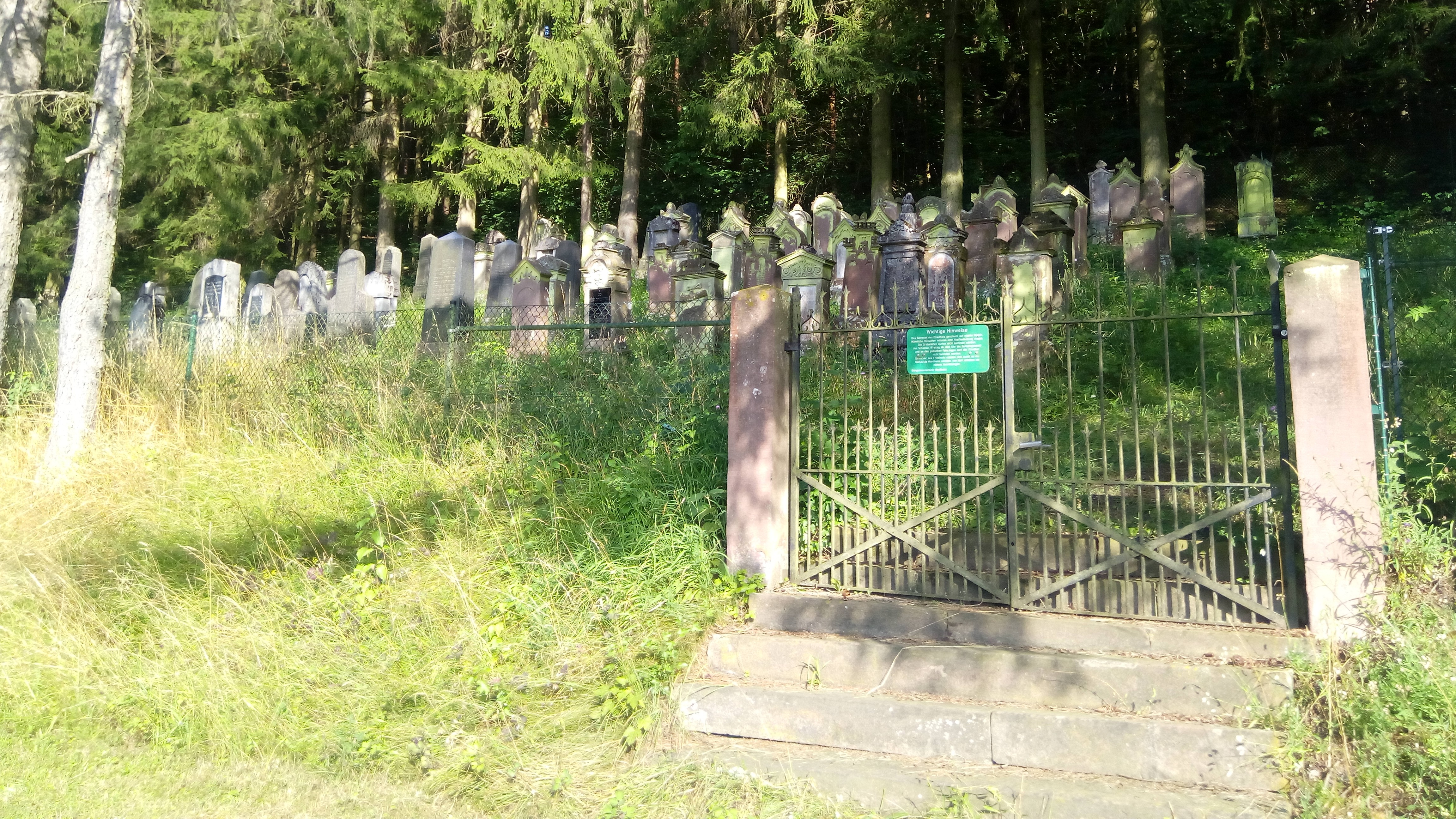
Jüdischer Friedhof Hardheim

Der Jüdische Friedhof Hardheim ist ein jüdischer Friedhof in Hardheim, einer Gemeinde im Neckar-Odenwald-Kreis im nördlichen Baden-Württemberg. Er ist ein geschütztes Kulturdenkmal.
Die jüdische Gemeinde Hardheim hatte ihre Toten auf dem jüdischen Friedhof Külsheim beigesetzt. Im Dezember 1875 kaufte sie ein Grundstück von 8,54 Ar am Hohen Schmalberg außerhalb des Ortes. Dies war ein landwirtschaftlich nicht nutzbares Gelände am Waldrand. Am 27. Juni 1876 wurde in Verbindung mit der ersten Beerdigung (Schemaia Billigheimer, Grab Nr. 7) der Friedhof durch Bezirksrabbiner Baruch Hirsch Flehinger aus Merchingen eingeweiht. Der Bürgermeister übergab den Schlüssel für den Friedhof und hielt eine Ansprache. Die jüdische Gemeinde hatte zu dieser Zeit mit 158 Personen ihre höchste Mitgliederzahl.
Insgesamt gibt es 93 Grabsteine aus Sandstein und Granit. Die Grabsteine sind durch Friese, Palmetten, Blüten und Zweige geschmückt. An symbolischen Darstellungen finden sich nach unten hängende Blumensträuße, Segnende Priesterhände, die Levitenkanne, die gebrochene Säule, der Davidstern und Mohnkapseln.
Die letzte Beerdigung fand am 29. Januar 1939 (David Berwanger, Grab Nr. 16) statt. Als Herkunftsorte der Bestatteten werden neben Hardheim noch Gissigheim, Hainstadt, Wachbach und Zeckendorf in Bayern genannt.